# Christopher Hibbert
Christopher Hibbert, MC, FRSL, FRGS (Enderby, 5 de março de 1924 - Henley-on-Thames, 21 de dezembro de 2008) foi um escritor, historiador e biógrafo inglês. Descrito pelo New Statesman como "uma pérola dos biógrafos", foi membro da Sociedade Real de Literatura e escreveu diversos livros muito aclamados, como Disraeli, Edward VII, George VI, The Rise and Fall of the House of Medici e Cavaliers and Roundheads.

## Biografia
Nascido Arthur Raymond Hibbert em Enderby, Leicestershire, filho do cônego H. V. Hibbert (morto em 1980), Christopher Hibbert foi educado no Radley College antes de se estudar no Oriel College, na Universidade de Oxford; abandonou, no entanto, a vida acadêmica para se alistar no exército, onde um sargento zombeteiro o chamava de Christopher Robin - origem do nome que usaria para publicar sua obra pelo resto da vida. Serviu como oficial de infantaria no regimento dos London Irish Rifles na Itália durante a Segunda Guerra Mundial, onde chegou ao posto de capitão. Foi ferido por duas vezes, e recebeu a Cruz Militar em 1945.
De 1945 até o fim da década de 1950 foi sócio de uma empresa de leilões e vendas imobiliárias, iniciando sua carreira literária em 1959.
Recebeu o Prêmio de Literatura Heinemann em 1962, e a Medalha McColvin em 1989.
Christopher Hibbert é um membro da Sociedade Real de Literatura e da Sociedade Geográfica Real, e recebeu um doutorado honorário em literatura pela Universidade de Leicester. Hibbert, que também era membro do Army and Navy Club e do Garrick Club, vivia em Henley-on-Thames, Oxfordshire. Casado, teve três filhos, incluindo o jornalista musical Tom Hibbert. Morreu aos 84 anos, na mesma Henley-on-Thames, de pneumonia bronquial.

## Obras
- King Mob (Longmans, 1958)
- Wolfe at Quebec (Longmans, 1959)
- The Destruction of Lord Raglan (Longmans, 1961)
- Benito Mussolini (Longmans, 1962)
- The Roots of Evil: A Social History of Crime and Punishment (Weidenfeld & Nicolson, 1963)
- Agincourt (Batsford, 1964)
- The Court at Windsor (Longmans, 1964)
- Garibaldi and His Enemies (Longmans, 1965)
- The Making of Charles Dickens (Harper & Row, 1967)
- Waterloo (New English library Ltd, 1967)
- Charles I (Weidenfeld & Nicolson, 1968)
- The Search for King Arthur (American Heritage, 1969)
- The Dragon Wakes (Harper & Row, 1970)
- The personal history of Samuel Johnson (Longmans, 1971)
- George IV (Vol 1 Longman, 1972, Vol 2 Allen Lane)
- The House of Medici: Its Rise and Fall (Morrow, 1975)
- Edward VII: A Portrait (Allen Lane, 1976)
- The Great Mutiny: India, 1857 (Allen Lane, 1978)
- The Days of the French Revolution (Allen Lane, 1980)
- Africa Explored (Allen Lane, 1982)
- The London Encyclopaedia with Ben Weinreb (Macmillan, 1983)
- Rome: The Biography of a City (Norton, 1985)
- The English: A Social History (Grafton, 1987)
- Encyclopaedia of Oxford (Macmillan, 1988)
- Redcoats and Rebels (Grafton, 1990)
- The Virgin Queen: Elizabeth I, Genius of the Golden Age (Addison-Wesley, 1991)
- Florence: Biography of a City]] (Norton, 1993)
- Cavaliers & Roundheads: The English Civil War, 1642-1649 (HarperCollins, 1993)
- Wellington: A Personal History (Da Capo, 1997)
- George III: A Personal History (1998)
- Queen Victoria: A Personal History (HarperCollins, 2000)
- The Marlboroughs (Viking, 2001)
- Napoleon: His Wives and Women (HarperCollins, 2002)
- Disraeli: A Personal History (HarperCollins, 2004)